# Memorial Van Damme 1997
O Memorial Van Damme 1997 é um meeting de atletismo que teve lugar em 22 de agosto de 1997 no estádio Roi Baudouin em Bruxelas.
Esta reunião faz parte dos meetings da Golden League. Tratou-se da 21ª edição do Memorial Van Damme.
Nesta edição foram batidos os recordes mundiais das provas masculinas de 5000 metros e de 10000 metros. Ambos eram pertencentes ao etíope Haile Gebrselassie que, neste meeting, apenas participou na prova de 3000 metros.
| Memorial Van Damme 1996 | Memorial Van Damme 1997 | Memorial Van Damme 1998 |

## Resultados

### Abreviaturas
As seguintes abreviaturas são utilizadas nos quadros que se seguem:
- AR = Area Record - recorde de Área geográfica
- EL = European leading - líder europeu actual (época de 1997)
- MR = Meeting Record - recorde do meeting
- NR = National Record - recorde nacional
- PB = Personal Best - recorde pessoal
- SB = Seasonal Best - melhor prestação pessoal da temporada
- WL = World Leading - líder mundial actual (época de 1997)
- WR = World Record - recorde do mundo

### Homens

#### 100 metros
| Rank | Atleta                  | País           | Marca |
| ---- | ----------------------- | -------------- | ----- |
| 1    | Frank Fredericks        | Namíbia        | 9"90  |
| 2    | Maurice Greene          | Estados Unidos | 9"92  |
| 3    | Tim Montgomery          | Estados Unidos | 9"94  |
| 4    | Dennis Mitchell         | Estados Unidos | 10"12 |
| 5    | Kareem Streete-Thompson | Estados Unidos | 10"16 |
| 6    | Leroy Burrell           | Estados Unidos | 10"18 |
| 7    | Eric Nkansah            | Gana           | 10"27 |
| 8    | Nobuharu Asahara        | Japão          | 10"29 |
| 9    | Davidson Ezinwa         | Nigéria        | 10"62 |

Nota: v.f.: 0,2 m/s

#### 200 metros
| Rank | Atleta           | País              | Marca    |
| ---- | ---------------- | ----------------- | -------- |
| 1    | Jon Drummond     | Estados Unidos    | 20"03 PB |
| 2    | Ato Boldon       | Trinidad e Tobago | 20"04    |
| 3    | Troy Douglas     | Bermudas          | 20"30 NR |
| 4    | Obadele Thompson | Barbados          | 20"31    |
| 5    | Deji Aliu        | Nigéria           | 20"47    |
| 6    | Patrick Stevens  | Bélgica           | 20"49    |
| 7    | Kevin Little     | Estados Unidos    | 20"53    |
| 8    | Ivan García      | Cuba              | 20"61    |
| 9    | André da Silva   | Brasil            | 20"76    |

Nota: v.f.: 1,2 m/s

#### 800 metros
| Rank | Atleta               | País          | Marca      |
| ---- | -------------------- | ------------- | ---------- |
| 1    | Wilson Kipketer      | Dinamarca     | 1'42"20    |
| 2    | Patrick Konchellah   | Quênia        | 1'43"50    |
| 3    | Arthémon Hatungimana | Burundi       | 1'43"71 SB |
| 4    | Marko Koers          | Países Baixos | 1'44"01 PB |
| 5    | Nathan Kahan         | Bélgica       | 1'44"87 PB |
| 6    | David Kiptoo         | Quênia        | 1'44"98    |
| 7    | Patrick Ndururi      | Quênia        | 1'45"20    |
| 8    | Vincent Malakwen     | Quênia        | 1'45"81    |
| 9    | Fermín Cacho         | Espanha       | 1'43"71    |

#### 1500 metros
| Rank | Atleta             | País           | Marca      |
| ---- | ------------------ | -------------- | ---------- |
| 1    | Hicham El Guerrouj | Marrocos       | 3'28"92    |
| 2    | Vénuste Niyongabo  | Burundi        | 3'29"18 NR |
| 3    | Laban Rotich       | Quênia         | 3'30"37 SB |
| 4    | Juhn Kibowen       | Quênia         | 3'31"15    |
| 5    | William Tanui      | Quênia         | 3'31"44    |
| 6    | Steve Holman       | Estados Unidos | 3'31"52 PB |
| 7    | Ali Hakimi         | Tunísia        | 3'31"70 NR |
| 8    | John Mayock        | Reino Unido    | 3'31"86 PB |
| 9    | Nadir Bosch        | França         | 3'32"41 SB |

#### 3000 metros
| Rank | Atleta             | País           | Marca      |
| ---- | ------------------ | -------------- | ---------- |
| 1    | Haile Gebrselassie | Etiópia        | 7'26"02 WL |
| 2    | Paul Bitok         | Quênia         | 7'34"47    |
| 3    | Khalid Boulami     | Marrocos       | 7'34"49    |
| 4    | Bob Kennedy        | Estados Unidos | 7'36"28    |
| 5    | Bernard Barmasai   | Quênia         | 7'36"40 PB |
| 6    | Fita Bayissa       | Etiópia        | 7'36"55    |
| 7    | Julius Kiptoo      | Quênia         | 7'36"72 PB |
| 8    | Enrique Molina     | Espanha        | 7'38"70    |
| 9    | El Hassan Lahssini | Marrocos       | 7'37"80 SB |
| 10   | Anacleto Jiménez   | Espanha        | 7'38"70    |

#### 5000 metros
| Rank | Atleta          | País        | Marca       |
| ---- | --------------- | ----------- | ----------- |
| 1    | Daniel Komen    | Quênia      | 12'39"74 WR |
| 2    | Thomas Nyariki  | Quênia      | 13'08"78    |
| 3    | Smaïl Sghir     | Marrocos    | 13'11"75    |
| 4    | Assefa Mazgebu  | Etiópia     | 13'22"69    |
| 5    | Mustapha Essaïd | França      | 13'24"11    |
| 6    | Ian Gillespie   | Reino Unido | 13'28"89    |
| 7    | Abdellah Behar  | França      | 13'29"59    |
| 8    | James Kosgei    | Quênia      | 13'32"01    |
| 9    | Ismael Kirui    | Quênia      | 13'33"77    |
| 10   | Said Berrioui   | Marrocos    | 13'38"07    |

#### 10000 metros
| Rank | Atleta           | País     | Marca       |
| ---- | ---------------- | -------- | ----------- |
| 1    | Paul Tergat      | Quênia   | 26'27"85 WR |
| 2    | Paul Koech       | Quênia   | 26'36"26 PB |
| 3    | Salah Hissou     | Marrocos | 27'09"07    |
| 4    | Mohammed Mourhit | Bélgica  | 27'23"58    |
| 5    | Elijah Korir     | Quênia   | 27'27"87 PB |
| 6    | Joshua Chelanga  | Quênia   | 27'36"62    |

#### 110 metros barreiras
| Rank | Atleta              | País           | Marca |
| ---- | ------------------- | -------------- | ----- |
| 1    | Mark Crear          | Estados Unidos | 13"20 |
| 2    | Allen Johnson       | Estados Unidos | 13"34 |
| 3    | Colin Jackson       | Reino Unido    | 13"43 |
| 4    | Florian Schwarthoff | Alemanha       | 13"44 |
| 5    | Terry Reese         | Estados Unidos | 13"46 |
| 6    | Jonathan Nsenga     | Bélgica        | 13"73 |
| 7    | Hubert Grossard     | Alemanha       | 13"91 |
|      | Igor Kovac          | Eslováquia     | dnf   |

Nota: v.f.: 0,2 m/s

#### 400 metros com barreiras
| Rank | Atleta            | País           | Marca |
| ---- | ----------------- | -------------- | ----- |
| 1    | Llewellyn Herbert | África do Sul  | 48"02 |
| 2    | Bryan Bronson     | Estados Unidos | 48"20 |
| 3    | Dinsdale Morgan   | Jamaica        | 48"41 |
| 4    | Fabrizio Mori     | Itália         | 48"54 |
| 5    | Ruslan Mashchenko | Rússia         | 48"58 |
| 6    | Rohan Robinson    | Austrália      | 48"82 |
| 7    | Samuel Matete     | Zâmbia         | 49"30 |
| 8    | Paolo Bellino     | Itália         | 50"45 |
| 9    | Jean-Paul Bruwier | Bélgica        | 50"96 |

#### 3000 metros obstáculos
| Rank | Atleta               | País     | Marca      |
| ---- | -------------------- | -------- | ---------- |
| 1    | Moses Kiptanui       | Quênia   | 8'05"35    |
| 2    | Wilson Boit Kipketer | Quênia   | 8'08"43    |
| 3    | Patrick Sang         | Quênia   | 8'08"52    |
| 4    | John Kosgei          | Quênia   | 8'08"99    |
| 5    | Eliud Barngetuny     | Quênia   | 8'09"93    |
| 6    | Christopher Koskei   | Quênia   | 8'11"43    |
| 7    | Jim Svenøy           | Noruega  | 8'12"05 NR |
| 8    | Joseph Keter         | Quênia   | 8'12"63    |
| 9    | Elarbi Khattabi      | Marrocos | 8'14"18    |
| 10   | Hicham Bouaouiche    | Marrocos | 8'15"60    |

#### Salto em comprimento
| Rank | Atleta         | País           | Marca  |
| ---- | -------------- | -------------- | ------ |
| 1    | Iván Pedroso   | Cuba           | 8,36 m |
| 2    | James Beckford | Jamaica        | 8,30 m |
| 3    | Roland McGhee  | Estados Unidos | 8,23 m |
| 4    | Cheikh Touré   | Senegal        | 8,00 m |
| 5    | Sean Robbins   | Estados Unidos | 7,94 m |
| 6    | Gregor Cankar  | Eslovênia      | 7,87 m |
| 7    | Kader Klouchi  | França         | 7,79 m |
| 8    | Carlos Calado  | Portugal       | 7,77 m |

#### Salto com vara
| Rank | Atleta            | País           | Marca  |
| ---- | ----------------- | -------------- | ------ |
| 1    | Sergey Bubka      | Ucrânia        | 5,95 m |
| 2    | Maksim Tarasov    | Rússia         | 5,90 m |
| 3    | Tim Lobinger      | Alemanha       | 5,80 m |
| 4    | Pat Manson        | Estados Unidos | 5,75 m |
| 5    | Scott Huffman     | Estados Unidos | 5,70 m |
| 6    | Yevgeny Smiryagin | Rússia         | 5,70 m |
| 7    | Lawrence Johnson  | Estados Unidos | 5,50 m |
|      | Dmitriy Markov    | Bielorrússia   | 5,50 m |

#### Lançamento do dardo
| Rank | Atleta            | País           | Marca   |
| ---- | ----------------- | -------------- | ------- |
| 1    | Steve Backley     | Reino Unido    | 85,30 m |
| 2    | Boris Henry       | Alemanha       | 85,18 m |
| 3    | Aki Parviainen    | Finlândia      | 84,50 m |
| 4    | Jan Železný       | Chéquia        | 83,46 m |
| 5    | Sergey Makarov    | Rússia         | 83,02 m |
| 6    | Matti Nähri       | Finlândia      | 82,84 m |
| 7    | Tom Pukstys       | Estados Unidos | 82,68 m |
| 8    | Raymond Hecht     | Alemanha       | 81,94 m |
| 9    | Emeterio González | Cuba           | 81,18 m |

### Mulheres

#### 100 metros
| Rank | Atleta             | País           | Marca    |
| ---- | ------------------ | -------------- | -------- |
| 1    | Marion Jones       | Estados Unidos | 10"76 WL |
| 2    | Merlene Ottey      | Jamaica        | 10"83 SB |
| 3    | Gail Devers        | Estados Unidos | 10"96    |
| 4    | Zhanna Pintusevich | Ucrânia        | 11"02    |
| 5    | Inger Miller       | Estados Unidos | 11"10    |
| 6    | Christy Opara      | Nigéria        | 11"13    |
| 7    | Melanie Paschke    | Alemanha       | 11"23    |
| 8    | Endurance Ojokolo  | Nigéria        | 11"47    |

Nota: v.f.: 0,9 m/s

#### 800 metros
| Rank | Atleta                 | País           | Marca      |
| ---- | ---------------------- | -------------- | ---------- |
| 1    | Maria de Lurdes Mutola | Moçambique     | 1'56"45    |
| 2    | Ana Fidelia Quirot     | Cuba           | 1'56"61    |
| 3    | Jearl Miles-Clark      | Estados Unidos | 1'56"78 NR |
| 4    | Yelena Afanasyeva      | Rússia         | 1'58"52    |
| 5    | Carla Sacramento       | Portugal       | 1'59"11    |
| 6    | Ludmila Formanová      | Chéquia        | 1'59"25    |
| 7    | Letitia Vriesde        | Suriname       | 2'00"43    |
| 8    | Stella Jongmans        | Países Baixos  | 2'01"34    |
| 9    | Katrien Maenhout       | Bélgica        | 2'00"46    |

#### 5000 metros
| Rank | Atleta           | País        | Marca       |
| ---- | ---------------- | ----------- | ----------- |
| 1    | Gabriela Szabo   | Roménia     | 14'44"21    |
| 2    | Paula Radcliffe  | Reino Unido | 14'44"21 SB |
| 3    | Sally Barsosio   | Quênia      | 14'46"71 PB |
| 4    | Roberta Brunet   | Itália      | 14'47"31 SB |
| 5    | Merima Denboba   | Etiópia     | 15'16"00    |
| 6    | Annemari Sandell | Finlândia   | 15'19"29    |
| 7    | Silvia Somaggio  | Itália      | 15'30"98    |
| 8    | Marleen Randers  | Bélgica     | 15'42"77    |
| 9    | Zahia Dahmani    | França      | 15'54"29    |

#### 400 metros com barreiras
| Rank | Atleta             | País           | Marca |
| ---- | ------------------ | -------------- | ----- |
| 1    | Kim Batten         | Estados Unidos | 53"61 |
| 2    | Deon Hemmings      | Jamaica        | 53"74 |
| 3    | Tatyana Tereshchuk | Ucrânia        | 53"88 |
| 4    | Nezha Bidouane     | Marrocos       | 53"97 |
| 5    | Andrea Blackett    | Barbados       | 55"03 |
| 6    | Debbie-Ann Parris  | Jamaica        | 55"03 |
| 7    | Susan Smith        | Irlanda        | 55"60 |
| 8    | Anna Knoroz        | Rússia         | 55"76 |
| 9    | Gudrun Arnardóttir | Islândia       | 56"62 |

#### Salto em altura
| Rank | Atleta              | País           | Marca     |
| ---- | ------------------- | -------------- | --------- |
| 1    | Monica Iagar        | Roménia        | 2,00 m NR |
| 2    | Amy Acuff           | Estados Unidos | 2,00 m PB |
| 3    | Inga Babakova       | Ucrânia        | 1,98 m    |
| 4    | Olga Kaliturina     | Rússia         | 1,90 m    |
| 5    | Viktoriya Fyodorova | Rússia         | 1,90 m    |
| 6    | Alina Astafei       | Alemanha       | 1,90 m    |
|      | Hanne Haugland      | Noruega        | 1,90 m    |
| 8    | Britta Bilač        | Eslovênia      | 1,90 m    |

#### Triplo salto
| Rank | Atleta            | País           | Marca   |
| ---- | ----------------- | -------------- | ------- |
| 1    | Šárka Kašpárková  | Chéquia        | 14,82 m |
| 2    | Rodica Mateescu   | Roménia        | 14,47 m |
| 3    | Ashia Hansen      | Reino Unido    | 14,25 m |
| 4    | Yelena Govorova   | Ucrânia        | 14,21 m |
| 5    | Yelena Donkina    | Rússia         | 14,11 m |
| 6    | Galina Čistjaková | Eslováquia     | 13,65 m |
| 7    | Cynthia Rhodes    | Estados Unidos | 13,57 m |
| 8    | Tereza Marinova   | Bulgária       | 13,51 m |

#### Lançamento do dardo
| Rank | Atleta              | País      | Marca   |
| ---- | ------------------- | --------- | ------- |
| 1    | Tatyana Shikolenko  | Rússia    | 67,34 m |
| 2    | Sonia Bisset        | Cuba      | 65,42 m |
| 3    | Tanja Damaske       | Alemanha  | 65,36 m |
| 4    | Heli Rantanen       | Finlândia | 65,14 m |
| 5    | Oksana Ovchinnikova | Rússia    | 63,50 m |
| 6    | Mikaela Ingberg     | Finlândia | 63,38 m |
| 7    | Felicia Tilea       | Roménia   | 62,44 m |
| 8    | Steffi Nerius       | Alemanha  | 61,36 m |
| 9    | Trine Hattestad     | Noruega   | 58,52 m |